# شهرستان آغاجاری
شهرستان آغاجاری یکی از شهرستان‌های استان خوزستان است که مرکز آن، شهر آغاجاری می‌باشد.  به‌دلیل سکونت ایل آغاجری در قدیم نام این شهر آغاجاری ثبت شده است. میدان نفتی آغاجاری در محدوده این شهرستان قرار دارد. آغاجاری با وجود اینکه شهری کهن و سرشار از نعمت به حساب می‌آید اما جز محروم‌ترین شهرهای ایران است.شهرستان آغاجاری سابقاً بخشی از ولایت کهگیلویه به‌شمار می‌آمد که بعداً به استان خوزستان افزوده شد.

## پیشینه
هیئت وزیران ایران در مرداد ۱۳۹۱ با ایجاد شهرستان آغاجاری به مرکزیت شهر آغاجاری، با ترکیب بخش مرکزی شهرستان آغاجاری به مرکزیت آغاجاری و بخش جولکی به مرکزیت روستای جولکی از ترکیب دهستان سرجولکی و دهستان آب باران در تابعیت استان خوزستان موافقت کرد. پیش از این تاریخ، آغاجاری یکی از بخش‌های شهرستان بهبهان محسوب می‌شد.
آغاجاری تا پیش از کشف و استخراج منابع نفت، دهستانی از توابع شهرستان بهبهان در استان ششم بود؛ اما پس از شناسایی و استخراج نفت، در شهریور ۱۳۲۵ به بخش تبدیل شد. بخش آغاجاری در آذر ۱۳۶۹ به دو بخش تقسیم شد، که براساس آن، بخش آغاجاری در تابعیت شهرستان بهبهان ماند، اما قسمتی از آن به نام بخش امیدیه به شهرستان بندر ماهشهر پیوست. بخش آغاجاری سرانجام در مرداد ۱۳۹۱ به مرکزیت شهر آغاجاری، به شهرستان تبدیل شد. شهرستان آغاجاری دارای دو بخش، ۳ دهستان، و ۲۱ آبادی است.

## تقسیم‌بندی کشوری
منطقه آغاجاری تا قبل از سال ۷۰ شامل آغاجاری، امیدیه و میانکوه با مرکزیت آغاجاری بود اما تفکیک ناعادلانه امیدیه و میانکوه از این شهر منفک گردیدند و آغاجاری تحت پوشش شهرستان بهبهان درآمد و پس از آن تقسیم‌بندی کشوری این شهرستان، بنابر آنچه در نتایج آمارگیری سرشماری سال ۱۳۹۵ کل کشور آمده است، بر حسب بخش، شهر، دهستان و روستا به شرح زیر است:

### بخش‌ها
- بخش مرکزی شهرستان آغاجاری
- بخش جولکی

### شهرها
- آغاجاری
- جولکی[۹]

### دهستان‌ها
- دهستان آب باران
- دهستان آغاجاری
- دهستان سرجولکی

### روستاها
- آب باران یک
- آب باران دو
- چم نظامی
- چشمه چم نظامی
- سرجولکی
- شهرک حر
- هادی خانی (آغاجاری)

## تاریخچه شهر
بیشتر مردم این شهرستان، مهاجرینی هستند که قبل از سال ۱۳۱۷ در پی کشف نفت، در جستجوی کار، به این منطقه مهاجرت کرده و ماندگار شدند. آغاجاری با دارا بودن میدان نفتی آغاجاری، بالغ بر ۲۸ میلیارد بشکه نفت، یکی از بزرگ‌ترین مناطق نفتخیز جهان به حساب می‌آید. در ابتدا روزانه ۲۵۶ هزار بشکه نفت از چاه‌های این منطقه استخراج می‌شد، که امروزه بیش از ۳۰۰ هزار بشکه نفت خام از این میدان تولید می‌شود، که عملیات تولید از این میدان نفتی و چند میدان همجوار آن، بر عهده شرکت بهره‌برداری نفت و گاز آغاجاری می‌باشد. این شهر دارای آب و هوای بسیار گرم می‌باشد، گرمای هوا در تابستان ممکن است از ۵۵ درجه سانتیگراد نیز تجاوز نماید.
عملیات حفاری نفت در سال ۱۳۰۵ در آغاجاری آغاز گردید، چاه شماره۳ آن در سال ۱۳۱۷ به نفت رسید و نخستین محموله نفتی آن در سال ۱۳۲۳ به وسیله خط لوله به آبادان فرستاده شد. در سال ۱۳۲۹ این نقطه با تولید تقریباً نیمی از حجم فرآورده‌های نفتی ایران از ۱۶ چاه عنوان بزرگ‌ترین حوزه نفتی کشور را به دست آورد. در همین ایام با ۵۹۷۷ کارمند که ۱۷۵ نفر انگلیسی بودند و با امکانات رفاهی از قبیل یک بیمارستان ۵۰ تختخوابی، ۳ درمانگاه، سینما، استخر، زمین‌های ورزشی گلف و دیگر تأسیسات عمومی، ناحیه‌ای آباد بوده است.
در سال ۱۳۳۶ با بهره‌برداری از ۲۳ چاه و استخراج ۱۸٫۵ تا ۱۹ میلیون تن نفت، آغاجاری همچنان از بزرگ‌ترین مراکز نفتی ایران به‌شمار می‌آمد و تا سال ۱۳۳۷ مقدار نفت خام استخراجی آن به یک میلیارد بشکه و در سال ۱۳۴۳ تعداد ۶۹ حلقه چاه به ثبت رسیده است.

## کوه‌های منطقه
- کوه نبید
- کوه سرخ آغاجاری
- کوه تانکی
- کوه سوخته
- رشته کوه‌های زاگرس

## جاذبه‌های گردشگری
- ساحل رودخانه مارون
- سد خاکی مارون
- طبیعت کوهستانی منطقه
- کوه سوخته
- جنگل اوایل شهر

## اماکن مذهبی و زیارتی
- امام زاده شاه عبدالله
- امام زاده شاه خراسان[۵]